# Yuhina
Genre
Le genre Yuhina regroupe onze espèces de passereaux appartenant à la famille des Zosteropidae.

## Liste des espèces
D'après la classification de référence (version 14.2, 2024) du Congrès ornithologique international (ordre phylogénique) :
- Yuhina bakeri – Yuhina à nuque blanche
- Yuhina flavicollis – Yuhina à cou roux
- Yuhina humilis – Yuhina de Birmanie
- Yuhina gularis – Yuhina à gorge striée
- Yuhina occipitalis – Yuhina à ventre roux
- Yuhina brunneiceps – Yuhina de Taïwan
- Yuhina nigrimenta – Yuhina à menton noir